# Kalendarium powstania warszawskiego – 4 września

## 4 września, poniedziałek

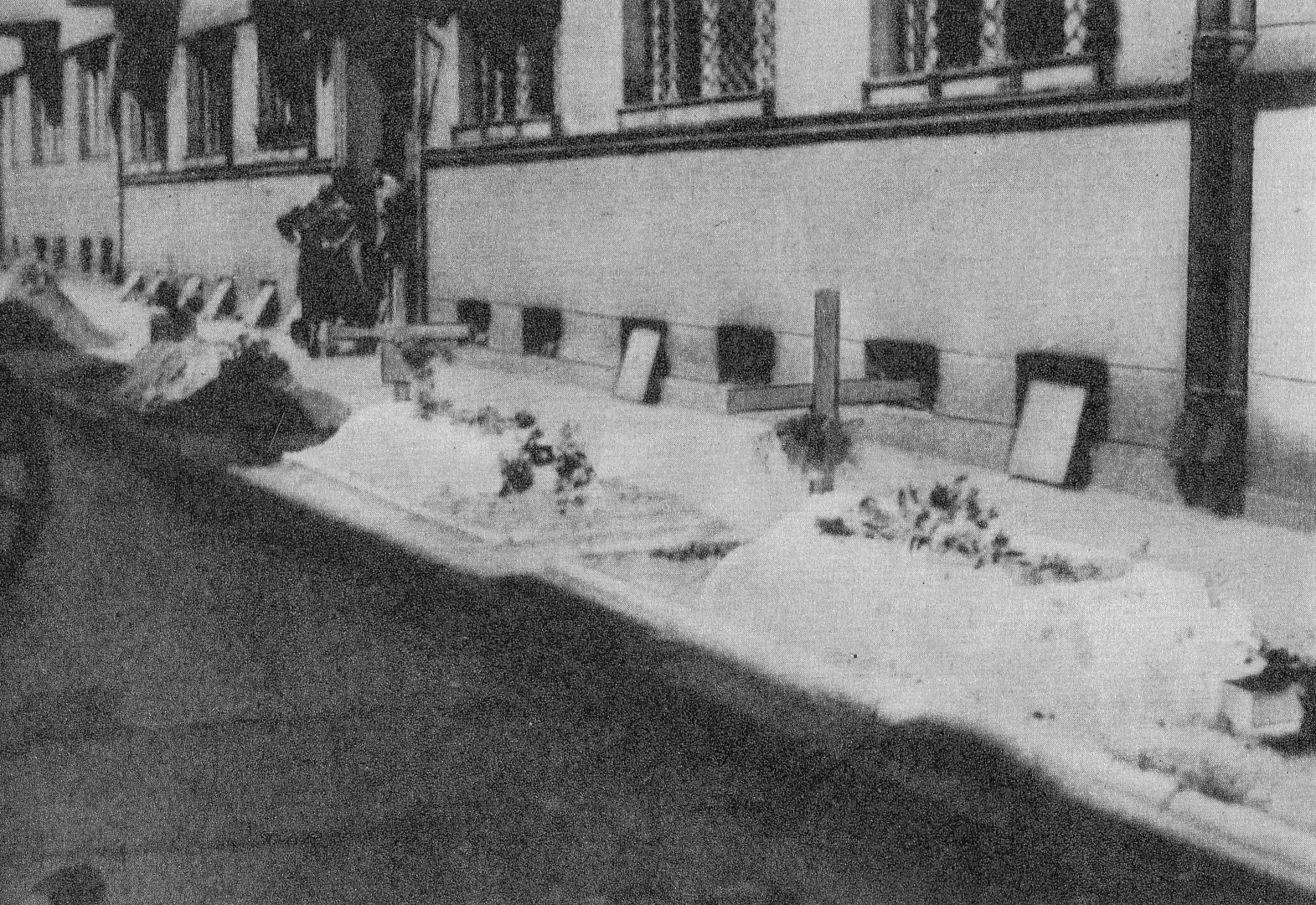
Groby powstańców na ulicy Smulikowskiego na Powiślu

Niezwykle ciężkie bombardowanie Powiśla i Śródmieścia Północnego powoduje wielkie zniszczenia materialne oraz liczne ofiary wśród ludności cywilnej i oddziałów powstańczych. Zbombardowana przez Luftwaffe i ciężko uszkodzona Elektrownia Warszawska przerwała wytwarzanie energii elektrycznej. 
Zniszczona zostaje jedna z najważniejszych powstańczych drukarń, mieszcząca się przy ulicy Szpitalnej 12, jak również hotel „Victoria” przy ul. Jasnej 26, w którym znajdował się sztab pułkownika „Montera”. W wyniku zburzenia budynku sztab przeniósł się do kina „Palladium”. Panika wśród ludności cywilnej, która wybuchła na skutek nalotu, zmusza kapitana „Krybara” do częściowej ewakuacji ludności Powiśla do Śródmieścia.
Grupa bojowa „Reinefarth” rozpoczyna generalny szturm na Powiśle, uderzając wzdłuż Wybrzeża Kościuszkowskiego oraz ulic Dobrej i Browarnej. Niemcy zajmują zabudowania Zarządu Wodociągów przy ul. Lipowej, lecz dalsze natarcie w kierunku Tamki zostaje zatrzymane przez powstańców.

W Śródmieściu nieprzyjaciel naciera na powstańcze placówki w kościele Św. Krzyża, Pałacu Staszica i Banku Handlowym na rogu ulic Traugutta i Czackiego. Atak zostaje odparty, lecz Niemcy zdołali wysadzić jedną z bocznych ścian kościoła Św. Krzyża. Oddział majora Bartkiewicza zatrzymuje niemieckie natarcie idące z Ogrodu Saskiego w kierunku ulic Mazowieckiej i Kredytowej. Powstańcy uszkadzają niemieckie działo szturmowe i niszczą dwa „Goliaty”.
Kilka godzin po północy oddział kawalerii z Grupy „Kampinos” dowodzony przez rtm. „Nieczaja” i ppor. „Dąbrowę” rozgromił dwie kompanie kolaboracyjnej Brygady Szturmowej SS RONA kwaterujące we wsi Marianów nieopodal Leszna. Zabito od 60 do 100 ronowców oraz wzięto od 22 do 24 jeńców. Straty własne ograniczyły się do jednego zabitego i pięciu rannych.